# Orquesta Filarmónica de Jalisco

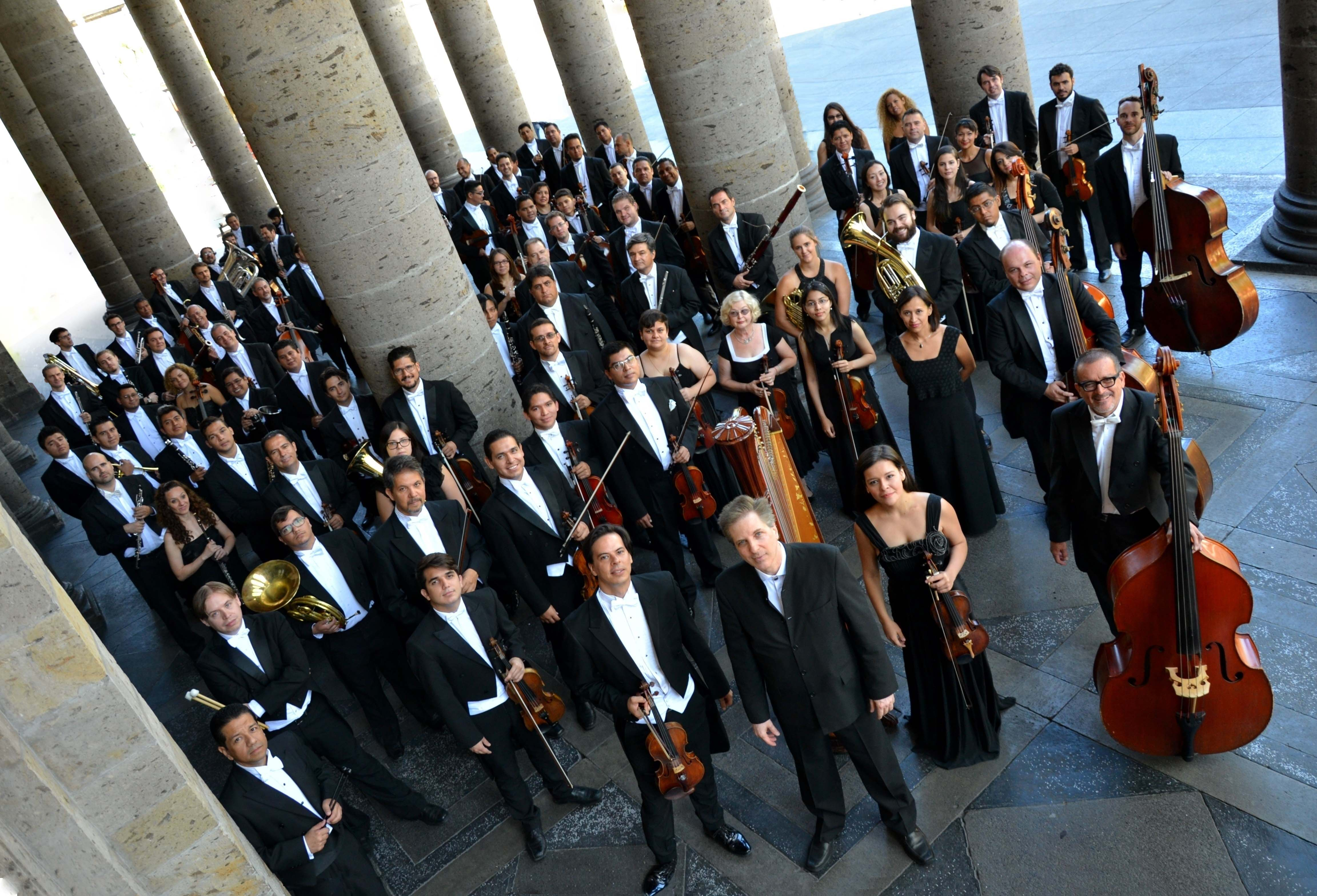
La Orquesta Filarmónica de Jalisco y su exdirector titular Marco Parisotto

La Orquesta Filarmónica de Jalisco con sede en Guadalajara (Jalisco, México), es una de las más vibrantes orquestas en el panorama musical de Latinoamérica. Con una larga historia de tradición sinfónica y operística, celebró 100 años de existencia en el año 2015.

## Historia
La OFJ fue fundada en la ciudad de Guadalajara por uno de los más destacados compositores/directores de México, el Mtro. José Rolón. Por iniciativa del Mtro. Rolón, un grupo de músicos originarios de Jalisco comenzaron a presentar conciertos de música sinfónica y de cámara para el público de Guadalajara, estableciendo un fuerte punto de partida para la fundación de la Filarmónica de Jalisco, conocida en sus inicios como Orquesta Sinfónica de Guadalajara.  
Entre 1915 y 1924, la Orquesta operó bajo el auspicio del Consejo Directivo de una Sociedad de Conciertos; la Orquesta era sostenida casi en su totalidad por el sector privado con un pequeño subsidio estatal. El apoyo cesó en 1923. Sin embargo, los integrantes de la orquesta continuaron trabajando para evitar que la orquesta desapareciera y convencieron al entonces gobernador, José Guadalupe Zuno, de proveer apoyo económico. En este periodo y hasta 1939, la orquesta continuó operando en gran parte gracias a la dedicación de Don Pedro González Peña, violonchelista y amigo de la familia del destacado violinista y compositor Jalisciense Higinio Ruvalcaba.
En febrero de 1942, durante la celebración del 400.º aniversario de la fundación de la ciudad de Guadalajara, el Maestro Leslie Hodge fue invitado como director titular de la orquesta pero sus compromisos en ese momento, no le permitieron aceptar. Esta oferta motivó que la Asociación de Amigos de la Orquesta le pidiera al gobernador Marcelino García Barragán que garantizara la continuidad de la orquesta. 
En 1950, la recientemente formada Conciertos Guadalajara A.C. tomó el control de la orquesta, apoyada por subsidio estatal y municipal así como por patrocinadores privados. En 1971, la Orquesta Sinfónica de Guadalajara se convirtió en subsidiaria del Departamento de Bellas Artes del Estado de Jalisco, alcanzando renombre como una orquesta flexible y versátil. Sus directores artísticos incluyeron a Leslie Hodge, Abel Eisenberg, Helmut Goldman, el gran Eduardo Mata, Kenneth Klein, Hugo Jan Huss, y Francisco Orozco.
Fue en el año de 1988 cuando se dio la transición de la entonces Orquesta Sinfónica de Guadalajara hacia lo que sería la Orquesta Filarmónica de Jalisco con la misión de promover la música sinfónica en todo el Estado. A lo largo de su historia, la OFJ ha estado bajo la dirección artística de Manuel de Elías, José Guadalupe Flores, Guillermo Salvador, Luis Herrera de la Fuente, Héctor Guzmán y Alondra de la Parra.
En 2015 la OFJ realiza con gran éxito su primera gira internacional, invitada por el prestigioso Busan Maru International Music Festival. En 2016, la orquesta tiene el honor de participar como orquesta sede de la emisión 2016 del afamado Concurso Internacional de Canto Operalia, bajo la batuta del Mtro. Plácido Domingo. En este mismo año, la agrupación realiza su primera participación en el Festival Internacional Cervantino.
A lo largo de su célebre historia, la Filarmónica de Jalisco ha sido seleccionada por algunos de los más grandes compositores mexicanos, incluyendo Manuel M. Ponce, José Pablo Moncayo, Silvestre Revueltas, Carlos Chávez, Blas Galindo, Miguel Bernal Jiménez, y Julián Carrillo, para interpretar obras de su propia autoría, obras que representan la esencia del repertorio sinfónico mexicano.
La Filarmónica de Jalisco cuenta actualmente con apoyo total del Estado de Jalisco. Es una de las más reconocidas agrupaciones musicales en México y, bajo la dirección de su director titular actual, José Luis Castillo Rodríguez, continúa atrayendo atención a nivel internacional y a un numeroso y entusiasta público.

## Directores
- Amador Juárez (1919-1923)
- José Trinidad Tovar (1923-1939)
- Leslie Hodge (1945-1950)
- Abel Eisenberg (1951-1956)
- Helmut Goldman (1957-1964)
- Eduardo Mata (1965-1966)
- Kenneth Klein (1967-1978)
- Hugo Jan Huss (1979-1981)
- Francisco Orozco (1982-1986)
- José Guadalupe Flores (1986-1987)
- Manuel de Elías (1987-1990)
- José Guadalupe Flores (1990-1996)
- Guillermo Salvador (1997-2002)
- Luis Herrera de la Fuente (2002-2003)
- Héctor Guzmán (2004-2010)
- Alondra de la Parra (2012-2013)
- Marco Parisotto (2014-2018)
- Jesús Medina Villarreal (2019-2021)
- José Luis Castillo (2022-actual)

## Solistas
Afamados solistas y directores huéspedes a través de la ilustre historia de la orquesta, han incluido a luminarias como Claudio Arrau, Henryk Szerying, Mstislav Rostropovich, Jorge Bolet, Nicanor Zabaleta, Arthur Rubenstein, Ruggiero Ricci, Aram Khatchaturian, James Galway, Alfred Brendel, Bernard Flavigny, Jean-Pierre Rampal, Narciso Yepes, Jörg Demus, Paul Badura-Skoda, Gary Karr, Joaquín Achúcarro, Lilya Zilberstein y muchos más como Charles Dutoit, Neeme Jaarvi, Johannes Moser, Matthias Bamert, Markus Groh, Matt Haimovitz, Stefan Dohr, Alexei Volodin, Nikolai Khozyainov, Rosa Torres Pardo, Jenő Jandó, José María Gallardo del Rey, Christopher Hinterhuber, Ernst Ottensamer, Gergely Bogányi, Daniel Müller-Schott e Ingolf Turban. 
Grandes cantantes que han compartido el escenario con la Filarmónica de Jalisco han incluido, entre muchos otros, voces legendarias como Luciano Pavarotti, Plácido Domingo, Sherril Milnes, Ramón Vinay, Francisco Araiza, Justino Díaz, Katia Ricarelli, y más recientemente Rolando Villazón, Jane Eaglen, Juan Diego Flórez, Javier Camarena, Kurt Rydl, Richard Margison, Ramón Vargas, Amber Wagner, Maija Kovalevska, Maria Katzarava, José María Lo Mónaco, Anna Netrebko, Michael Chioldi, James Valenti, Svetlana Aksenova y Alfredo Daza.

## Reconocimientos
El domingo 14 de julio de 2019, la OFJ fue reconocida por la Sociedad Mahler México con el premio a la Mejor Orquesta Sinfónica del país. Según El Economista "la filarmónica de Jalisco se ha convertido en la primera orquesta en recibir la máxima distinción que dicho gremio otorga anualmente desde su primera edición, en el año 2000".